# Lasiopezus affinis
Lasiopezus affinis là một loài bọ cánh cứng trong họ Cerambycidae.